# تريفور دانيال (مغني)
تريفور دانيال هو مغني وكاتب أغاني أمريكي ولد في 28 سبتمبر 1994.

## روابط خارجية
تريفور دانيال على موقع IMDb (الإنجليزية)
- تريفور دانيال على موقع روتن توميتوز (الإنجليزية)
- تريفور دانيال على موقع ميوزك برينز (الإنجليزية)
- تريفور دانيال على موقع رولينغ ستون (الإنجليزية)
- تريفور دانيال على موقع أول ميوزيك (الإنجليزية)
- تريفور دانيال على موقع ديسكوغز (الإنجليزية)
- تريفور دانيال على موقع كينوبويسك (الروسية)